# Sabina von Steinbach
Sabina von Steinbach war (der Legende nach) eine Steinmetzin der Gotik. Angeblich wurde sie im 13. Jahrhundert als Tochter des Baumeisters am Straßburger Münster Erwin von Steinbach geboren. Als nach dem Tod des Vaters ihr Bruder Johann von 1318 bis 1339 den Bau des Turmes fortsetzte, soll auch Sabina selbst dabei tätig gewesen sein und Bildhauerarbeiten an dem Portal angefertigt haben.
In den überlieferten Statuten von Dombauhütten des Mittelalters finden Frauen keine Erwähnung. Dies könnte darauf hindeuten, dass ein Zugang zum Beruf des Steinmetz oder Baumeisters nicht grundsätzlich verwehrt wurde. Eine breite Ausübung dieser Berufe durch Frauen gilt jedoch als äußerst unwahrscheinlich. Die traditionelle Annahme, dass Sabina trotzdem in diesem Sinne arbeiten konnte, geht auf eine zuerst 1617 von Schadaeus herausgegebene Beschreibung des Straßburger Münsters zurück, die eine heute verlorene Inschrift mit dem Namen SAVINA abbildet. Auf dem Kupferstich hält eine der Apostelfiguren des Südportals ein Schriftband mit der Inschrift GRATIA DIVINAE PIETATIS ADESTO SAVINAE DE PETRA DURA PER QUAM SUM FACTA FIGURA; übersetzt: Die Gnade der göttlichen Güte stehe Savina bei, durch die ich Figur aus hartem Stein gemacht bin. Die Apostelfiguren des Portals wurden in der Französischen Revolution zerstört, die Inschrift ist seither verloren. Obwohl die Inschrift sich auf die Apostelfigur bezieht, wurde Sabina später das künstlerisch herausragende Figurenpaar von Ecclesia und Synagoge am Südportal zugeschrieben. Im Volksmund galt die Synagoge als ihr Selbstbildnis. Zudem wurde ein Bezug zu Meister Erwin von Steinbach hergestellt, verstärkt durch die irrtümliche Lesung der Inschriftpassage SAVINAE DE PETRA DURA als Vor- und Nachname der Savina, der verfälschend mit Sabina von Steinbach übersetzt wurde. Tatsächlich bezieht sich das DE PETRA DURA auf das Wort FIGURA. Zudem entstanden die Figuren der Apostel und der Ekklesia und Synagoge um 1225 (siehe Ekklesiameister), also ein halbes Jahrhundert vor dem Auftreten Meister Erwins. Angesichts der Tatsache, dass es im 13. Jahrhundert keine Nachweise über weibliche Steinmetzen gibt, erscheint es möglich, dass SAVINA die Stifterin, nicht die Herstellerin der Figur war. Bezeichnungen wie „hat mich gemacht“ (ME FECIT) in Inschriften an mittelalterlichen Kunstwerken können sich sowohl auf den Hersteller (Künstler) als auch auf den Stifter beziehen.

## Entdeckung und Nachleben

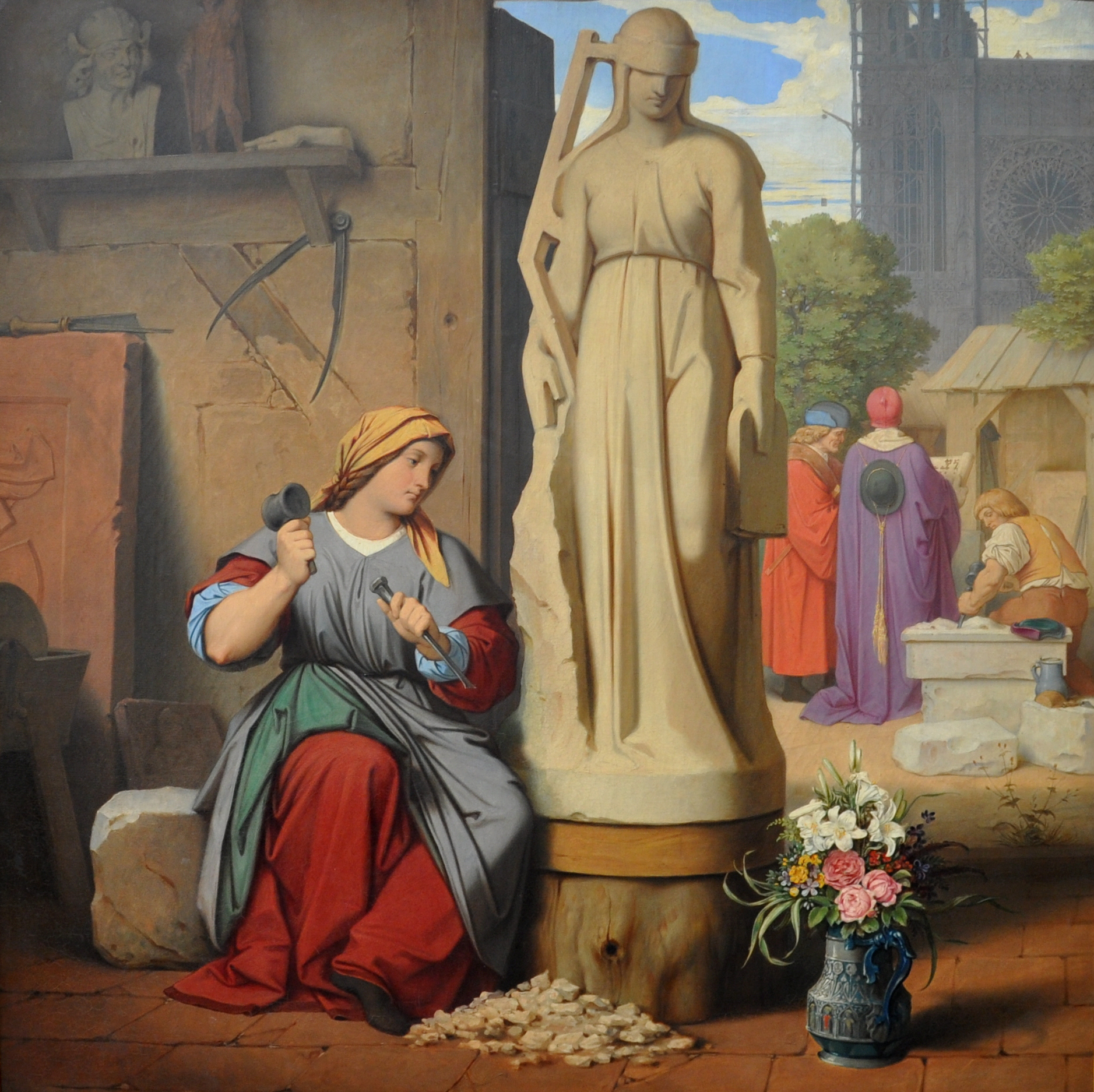
Sabina arbeitet an der Figur Synagoge für das Straßburger Münster, Gemälde von Moritz von Schwind, 1844

Trotz kaum überprüfbarer Daten zu ihrem Leben wurde Sabina in der deutschen Romantik „wiederentdeckt“. Angeregt von Goethes Hymne auf das Münster und seinen Erbauer Erwin von Steinbach aus dem Jahr 1773 stand der Bau im Zentrum der Mittelalterbegeisterung. So fand auch die bei Schadaeus dokumentierte Inschrift Interesse. Die Faszination für diese Frauengestalt lässt sich in dem 1844 entstandenen Ölgemälde von Moritz von Schwind erkennen, das Sabina bei der Arbeit an der Figur der Synagoge darstellt. 1864 entstanden zwei als Pendants konzipierte Denkmäler, eines für Erwin und eines für Sabina, als Werke des Künstlers Philipp Graß, die am Südquerhaus des Straßburger Münsters aufgestellt wurden. Sabina erscheint mit Hammer und Eisen als Steinmetzwerkzeugen. Noch ein 1914 herausgegebenes Gedicht von Ernst Stadler hat als Titel die angeblich auf Sabina weisende „alte Inschrift“ und deutet an, dass die Künstlerin „die beiden Frauenbilder aus dem Stein gehoben“.
Auch heute kann man das Leben und Werk der Sabina – wenn auch meist als Legende betrachtet – als Zeichen der schöpferischen Kraft einer Frau in einer in Tradition verharrenden Welt interpretieren. In ganz anderer Sicht werden die sich um Sabina rankenden Legenden als ein Produkt eines sich zu Ende des 19. Jahrhunderts entwickelnden,  sentimentalistischen Nationalbewusstseins gesehen.